# Oakland (Nebraska)
Oakland és una població dels Estats Units a l'estat de Nebraska. Segons el cens del 2000 tenia 1.367 habitants.

## Demografia
Segons el cens del 2000, Oakland tenia 1.367 habitants, 565 habitatges, i 371 famílies. La densitat de població era de 651,6 habitants per km².
Dels 565 habitatges en un 25,8% hi vivien nens de menys de 18 anys, en un 58,4% hi vivien parelles casades, en un 5,7% dones solteres, i en un 34,2% no eren unitats familiars. En el 32,7% dels habitatges hi vivien persones soles el 23,2% de les quals corresponia a persones de 65 anys o més que vivien soles. El nombre mitjà de persones vivint en cada habitatge era de 2,32 i el nombre mitjà de persones que vivien en cada família era de 2,94.
Per edats la població es repartia de la següent manera: un 24,2% tenia menys de 18 anys, un 5% entre 18 i 24, un 21,4% entre 25 i 44, un 20,9% de 45 a 60 i un 28,5% 65 anys o més.
L'edat mediana era de 45 anys. Per cada 100 dones de 18 o més anys hi havia 80,5 homes.
La renda mediana per habitatge era de 32.663 $ i la renda mediana per família de 42.938 $. Els homes tenien una renda mediana de 31.600 $ mentre que les dones 19.583 $. La renda per capita de la població era de 16.916 $. Aproximadament el 3,8% de les famílies i el 6,2% de la població estaven per davall del llindar de pobresa.

## Poblacions més properes
El següent diagrama mostra les poblacions més properes.